# (616) Elly
(616) Elly – planetoida z grupy pasa głównego asteroid okrążająca Słońce w ciągu 4 lat i 31 dni w średniej odległości 2,55 j.a. Została odkryta 17 października 1906 roku w Landessternwarte Heidelberg-Königstuhl, w Heidelbergu przez Augusta Kopffa. Nazwa planetoidy pochodzi od imienia Elly Boehm, tłumaczki, żony Karla Böhma, niemieckiego matematyka. Przed jej nadaniem planetoida nosiła oznaczenie tymczasowe (616) 1906 VT.